# غردينية حريرية
غردينية حريرية (الاسم العلمي:Gardenia sericea) هي نوع من النباتات تتبع جنس الغردينية من الفصيلة الفوية.